# Meg and Quagmire
Meg and Quagmire (titulado Meg y Quagmire en Latinoamérica y España) el décimo episodio de la décima temporada de la serie de televisión animada Padre de familia. Se emitió el 8 de enero de 2012 en la cadena FOX en los Estados Unidos.En el episodio, Meg celebra su cumpleaños número 18, pero nadie viene a su fiesta excepto Quagmire, que comienza a salir y con ella e incluso planea tener Sexo con ella.Peter intenta detener a Quagmire, pero Lois le dice que ella no cree que ocurrirá nada.

## Argumento
Cuando la familia planea una fiesta sorpresa para el cumpleaños de 18 de Meg Griffin, la única persona en aparecer es Quagmire pero sus intenciones de seducir a Meg son excesivamente claras. Sin embargo, cuando él se va sin incidentes Peter lo deja pasar. Quagmire continúa coqueteando con Meg y habla con ella para poder salir.
Cuando Quagmire se presenta para su cita Peter se interpone pero Lois le da permiso de que vaya  a la cita diciéndole a Peter que Meg se rebelará si tratan de detenerla como Lois hizo contra su padre al salir con Peter. Después de la cita en que Glenn no logra acostarse con Meg, llegan a su casa para encontrar a Peter esperando. Peter le ordena a Quagmire que se aleje de ella, sin embargo el señala que ella  ya cuenta con 18 años de edad y puede estar con ella porque ya es legal. Peter promete que los detendrá.
Como Quagmire continúa sus intentos de entrar en los pantalones de Meg, Peter se las arregla para mantenerlos separados. Peter intenta hacerle entrar en razón a Meg. Lois le dice a Peter que no la empuje a rebelarse. Pero las ideas de Lois cambian cuando se entera de que Quagmire y Meg se fueron a su cabaña para estar solos, es entonces cuando Lois y Peter deciden detenerlos,admitiendo que Peter tenía razón para no permitir a Quagmire tener un oportunidad con Meg. Al llegar encuentran a Meg y Quagmire en ropa interior, Peter le ordena a Meg irse de inmediato al vehículo, tratando de hacer frente a que ella tiene 18 años de edad, Meg aprende que sigue siendo su padre no importa la edad que ella tenga. Entonces le ordena ir al coche. Mientras que Lois amenaza a Glenn a que se mantenga alejado de ella y le exige que le preste la cabaña un fin de semana al mes, Meg agradece a Lois y Peter por detenerla de hacer algo que ella habría lamentado.

## Recepción
En su emisión original el 8 de enero de 2012, "Meg and Quagmire" fue visto por 6.230.000 espectadores estadounidenses y adquirió una calificación de 3.1 / 7 en el grupo demográfico 18-49